# 黄金のがちょう

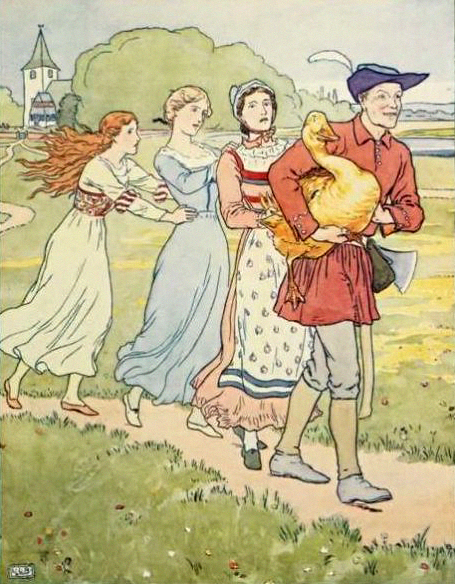
「黄金のがちょう」の挿絵。本稿の話とは設定が異なっている。

『黄金のがちょう』（おうごんのがちょう 独: Die goldene Gans）は、グリム童話の一つ。『金（きん）のがちょう』とも。家族や社会から疎外されていた者が善行によって成功して幸運をつかむという類型の物語である。典拠によって多少話は異なるが、おおよそ次のようである。

## あらすじ
ある所に3人の兄弟がいた。上の兄2人は利口者だが意地悪で、一番下の弟は少し頭が弱いが親切だった。ある日、一番上の兄が森へ木を切りに行く事になり、母親が卵を入れて焼いたケーキと上等のぶどう酒の弁当を作ってくれた。兄が森へ行くと小人の老人が現われ、「おなかが空いて死にそうじゃ。あなたのケーキとぶどう酒を少し分けておくれ」と言う。意地の悪い兄は「お前にやったらおれの分がなくなるからあっちに行け」と相手にせず木を切り始めたが、急に斧が手から滑って腕に大けがをしてしまった。これは小人を助けなかった罰であった。2番目の兄が行った時も同じような事を行い足に大けがをした。

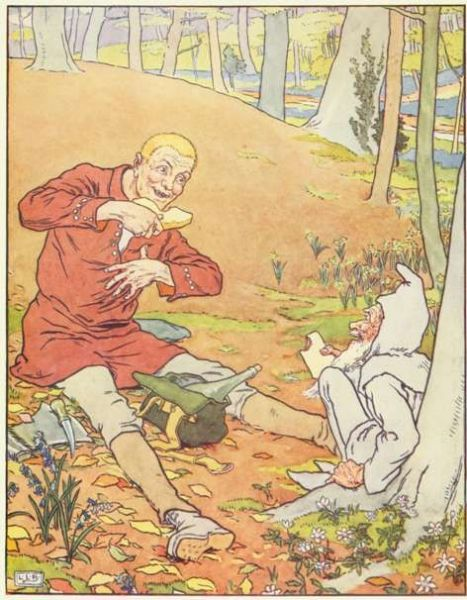
弁当を分けてもらう小人の老人

すると弟が「自分が木を切りに行く」と言う。父親は「お前のような役立たずに何ができる。兄達が怪我をしたんだぞ」と行ったが、それでも弟がせがむので仕方なく行かせる事にした。しかし弁当は粉と水を混ぜて灰で焼いたケーキと酸っぱいビールだった。するとまた小人が出てきて「弁当を少し分けておくれ」と願う。優しい弟は「僕の弁当は美味しくないと思うけど一緒に食べよう」とかごを開けるが、灰で焼いたケーキは卵入りのケーキに、酸っぱいビールは上等のぶどう酒になっていた。2人は喜んで分け合って食べ、小人は「親切にしたお礼にいい物をあげよう。その木を切ってごらん」と言って去った。

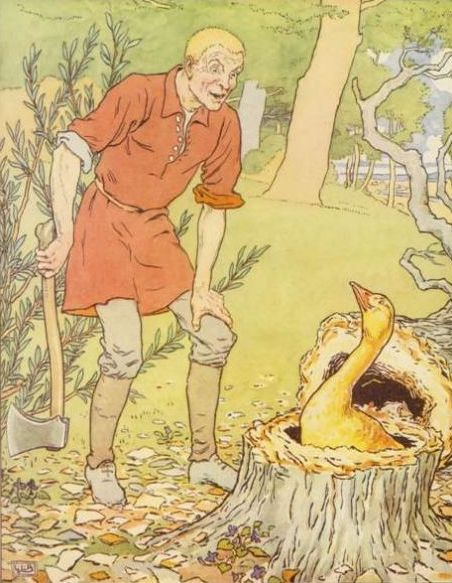
木を切ると、中には黄金色のガチョウが1羽

弟が言われた通り木を切ると、中には金色に輝くがちょうが1羽入っていた。弟はがちょうを抱えて歩き出し、途中で日が暮れたので宿に泊まる。宿の主人の三人の娘達は黄金のがちょうの羽が欲しくなり、一番上の娘が夜中に弟の部屋に忍び込んで羽を一本抜こうとするが、触ったとたんにがちょうに手がくっついて離れなくなってしまった。後から着た二番目の娘も上の娘の肩に回した手も離れなくなり、末の娘も二番目の娘の肩に手がくっついてしまった。仕方なく弟は朝になると娘達を後ろにくっつけたまま、町へ向かう。途中、通りかかった牧師がこれを見て娘達を引き離してやろうとするが、牧師の手もたちまち離れなくなってしまい、助けに来た寺男と二人のお百姓の手もくっついてしまう。かくして弟は七人ものよたよたと歩く行列を従えて町にやって来た。

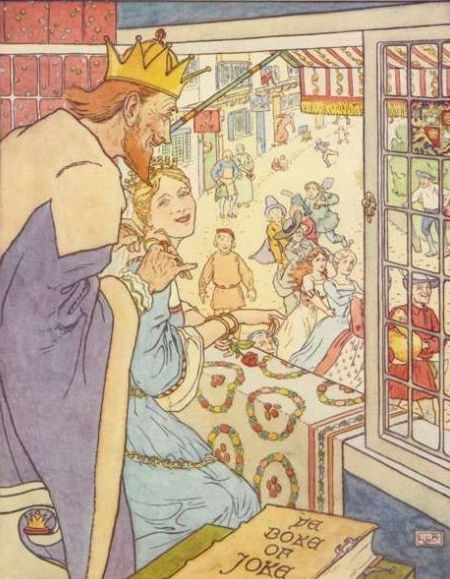
行列をながめる姫

町の城では王様が一人娘の姫に困っていた。姫は美しいが、生まれてから一度も笑った事がないのだ。それで「姫を笑わせた者は姫と結婚させて自分の跡継ぎにさせる」とお触れを出していた。そこで我こそはと思う者たちが次々にやって来ては姫を笑わせようといろんな面白い事をするのだが、姫はくすりとも笑わなかった。これを知った弟はよたよたした行列を引き連れて城にやって来た。この様子をながめた姫は、よほど面白かったとみえて大声を上げて笑い出す。弟は姫と結婚して国王になる事が決まったのである。
しかし、王様は弟に娘や王位をやるのが惜しくなった。そこでわざと難問を出す。「城の酒蔵のぶどう酒を全部飲み干せる者を探せ」。弟は小人に助けてもらおうと来た道を戻って森へ行くと、ぶどう酒を欲しがるのどが渇いた男がいて、城の酒蔵へ行って一晩で空にしてくれた。それでも王様はまた「城の倉庫のパンを全部平らげる者を探せ」と言う。弟が森へ行くと、パンを欲しがる腹を空かせた男がいて、城のパンを一晩で食べ尽してくれた。王様はなお未練がましく「海でも陸でも走れる船を持って参れ」と命じる。森へ行くと小人がいて「親切にしてくれたから城の酒蔵のぶどう酒を全部飲み干したのも、城の倉庫のパンを全部平らげたのも、みんなわしじゃ。次もわしに任せとけ」と言い、船体に車が付いた、海も陸も走れる船を出してくれた。
こうしてついに王様も根負けし、弟は姫と結婚して、後には王になって幸福に暮した。